# Rejomulyo (Semarang Timur)
Rejomulyo is een bestuurslaag in het regentschap Semarang van de provincie Midden-Java, Indonesië. Rejomulyo telt 3874 inwoners (volkstelling 2010).